# Niaboma manobig
Niaboma manobig är en fjärilsart som beskrevs av Otto Staudinger 1895. Niaboma manobig ingår i släktet Niaboma och familjen nattflyn. Inga underarter finns listade i Catalogue of Life.